# Pipes of Peace
Pipes of Peace (укр. Труби миру) — студійний альбом британського музиканта Пола Маккартні, виданий у 1983 р.
Диск зайняв 4-е місце в хіт-параді Великої Британії та 15-е у США, досягши платинового статусу. Сингл «Say Say Say» — дует з Майклом Джексоном — на 6 тижнів вийшов на перше місце в США і також став платиновим. 

## Список композицій
Усі пісні написано Полом Маккартні, крім позначених.
1. «Pipes of Peace» — 3:56
2. «Say Say Say» (Маккартні/Джексон) — 3:55
  - Дует із Майклом Джексоном
3. «The Other Me» — 3:58
4. «Keep Under Cover» — 3:05
5. «So Bad» — 3:20
6. «The Man» (Маккартні/Джексон) — 3:55
  - Дует із Майклом Джексоном
7. «Sweetest Little Show» — 2:54
8. «Average Person» — 4:33
9. «Hey Hey» (Маккартні/Кларк) — 2:54
  - За участю бас-гітариста-віртуоза Стенлі Кларка
10. «Tug of Peace» — 2:54
  - За мотивами пісні «Tug of War» з попереднього однойменного альбому.
11. «Through Our Love» — 3:28

## Учасники запису
- Пол Маккартні: бас-гітара, гітара, фортепіано, клавішні, синтезатор, ударні, вокал
- Лінда Маккартні: клавішні, вокал
- Майкл Джексон: вокал.
- Ерик Стюарт: гітара, вокал
- Денні Лейн: гітара, клавішні, вокал
- Х'югі Бернс: гітара
- Джеф Вайтгорн: гітара
- Стенлі Кларк: бас-гітара, вокал
- Гевін Райт: скрипка
- Джеррі Хей: струнні
- Гері Гербіг: флейта
- Крис Хаммер Сміт: гармоніка
- Енді Маккей: саксофон
- Ерні Воттс: саксофон
- Гері Грант: ріжок
- Рінго Старр: ударні
- Стів Гедд: ударні
- Дейв Матекс: ударні
- Джеймс Кіпен: табла на «Pipes of Peace»
- Дитячий хор Петалоцці: бек-вокал на «Pipes of Peace»